# Sonatines (Pärt)
Pour les articles homonymes, voir Sonatine (homonymie).
Sonatines est un diptyque pour piano composé par Arvo Pärt, compositeur estonien associé au mouvement de musique minimaliste.

## Historique
La première Sonatine a été composée en 1958 et la seconde l'année suivante, l'ensemble est entendu pour la première fois en cette même année 1959 à Tallinn par le pianiste Bruno Lukk.

## Structure
En deux mouvements :
1. Sonatine no 1 - environ 6'
2. Sonatine no 2 - environ 6'

## Discographie
- Sonatinas, op.1 nos.1 & 2 sur le disque Stabat Mater par Stephen De Pledge chez Black Box, 2004[2]